# Siege Dome
La Siege Dome (in lingua inglese: cupola dell'assedio) è una piccola sporgenza a forma di cupola e ricoperta di ghiaccio, situata a sud della testata del Ghiacciaio Hood, poco a sudest del Mount Patrick, nel Commonwealth Range, catena montuosa che fa parte dei Monti della Regina Maud, in Antartide.
La denominazione fu assegnata dalla New Zealand Alpine Club Antarctic Expedition del 1959-60 perché, nel corso del tentativo di stabilirvi una stazione di osservazione permanente, i componenti furono assediati da una tempesta di neve che durò per otto giorni.